# Dendrodoris guttata
Espèce
Dendrodoris guttata est une espèce de  nudibranche tropical de la famille des dendrodorididés.

## Distribution
Cette espèce est notamment présente en Australie.